# Богачов Серафим Якович
Серафим Якович Богачов (нар. 1909, село Марково Рязанської губернії, тепер Рязанської області, Російська Федерація — розстріляний 23 лютого 1939, місто Москва) — радянський діяч, секретар ЦК ВЛКСМ. Член Бюро ЦК ВЛКСМ з 28 серпня 1937 по 22 листопада 1938 року. Депутат Верховної Ради СРСР 1-го скликання (1937—1938).

## Біографія
Народився в селянській родині. Закінчив початкову сільську школу. У квітні 1925 року вступив до комсомолу.
У 1925—1928 роках — учень школи фабрично-заводського учнівства Коломенського машинобудівного заводу імені Куйбишева, здобув спеціальність столяра.
У 1928—1930 роках — столяр деревообробного цеху, секретар осередку комсомолу цеху, заступник секретаря комітету ВЛКСМ Коломенського машинобудівного заводу імені Куйбишева Московської області.
Член ВКП(б) з квітня 1930 року.
У червні 1930 — січні 1932 року — секретар Коломенської міської ради Московської області.
У січні — грудні 1932 року — в Червоній армії, курсант бронетанкової школи середнього командного складу імені Калиновського.
У грудні 1932 — квітні 1933 року — завідувач організаційного відділу Коломенського районного комітету ВЛКСМ Московської області.
У квітні 1933 — 1935 року — 1-й секретар Коломенського районного комітету ВЛКСМ Московської області. У 1935 — липні 1937 року — 1-й секретар Коломенського міського комітету ВЛКСМ Московської області.
З липня 1937 року — 1-й секретар Московського комітету ВЛКСМ.
28 серпня 1937 — 22 листопада 1938 року — секретар ЦК ВЛКСМ з питань пропаганди і агітації. Одночасно був відповідальним редактором журналу «Юный коммунист».
27 листопада 1938 року заарештований органами НКВС. 21 лютого 1939 року засуджений Воєнною колегією Верховного суду СРСР до страти. Розстріляний через два дні.
18 квітня 1956 року реабілітований Воєнною колегією Верховного суду СРСР, посмертно відновлений в КПРС.